# Hassi Mefsoukh
Hassi Mefsoukh là một đô thị thuộc tỉnh Oran, Algérie. Dân số thời điểm năm 2002 là 7.656 người.